# عبدالله عاطفی
عبدالله عاطفی (درگذشته ۱۳ مرداد ۱۴۰۰) شاعر و تاریخ‌نگار اهل افغانستان بود.

## مرگ
طبق برخی منابع، طی هجوم طالبان (۱۴۰۰)، این گروه، شامگاه ۱۳ مرداد، در ولسوالی چورهٔ ولایت ارزگان، عاطفی را در منزلش شکنجه کردند و به قتل رساندند. طالبان این ادعا را رد کرده‌است.